# Де Бернарди (Ферара)
Де Бернарди је насеље у Италији у округу Ферара, региону Емилија-Ромања.
Према процени из 2011. у насељу је живело 24 становника. Насеље се налази на надморској висини од -4 м.